# Ricardo de Hugleville
Ricardo de Hugleville también Richard de Saint-Valéry (c. 985-1053), fue un noble normando, señor de Hugleville, Auffay y Saint-Valery-en-Caux. Debido a la existencia de algunas lagunas genealógicas, pudo ser hijo de Gilbert [Gautier] de Saint Valéry (c. 977-1011), o bien de Bernard I de Saint-Valéry. Según una de esas versiones, su madre pudo ser Papia de Normandía, hija del duque Ricardo III.
Ricardo fue el único noble de la Alta Normandía que en 1053 se mantuvo fiel al duque normando y no se unió a Guillermo de Talou contra Guillermo el Bastardo. Soportó el asedio a su fortaleza hasta 1054 con la derrota de los rebeldes normandos en la batalla de Mortemer. Según Orderico Vital tal acción fue apoyada por su yerno Geoffrey de Neufmarché y su hermano Hugo. Pero habiendo sido rodeado de repente Hugo con sus seguidores, por la alianza rebelde de Talou cerca de Morimont, pese a defenderse valientemente fueron aniquilados. La lealtad de la casa de Auffay fue altamente apreciada por el duque Guillermo. 

## Herencia
Ricardó se casó con Ada de Heugleville, y fruto de esa relación nacieron dos hijos:
- Ada Saint Valéry de Heugleville (c. 1030-1114), esposa de Geoffrey de Neufmarché;
- Gilbert d'Auffay.